# Locomotiva FS 683 (001-014)
Le locomotive 683.001-014 erano locomotive a vapore a tender separato di costruzione magiara che le Ferrovie dello Stato italiane acquisirono tra 1918 e l'inizio degli anni venti in conto bottino e riparazioni di guerra. Vennero accantonate nel 1938; il numero di gruppo venne poi riutilizzato per designare cinque locomotive ex-685 modificate con l'applicazione del Preriscaldatore Franco-Crosti.

## Storia
Le locomotive vennero costruite in grande numero dalla MÁVAG di Budapest tra il 1909 e il 1919 e quelle poi immatricolate in Italia durante la prima guerra mondiale tra 1916 e 1918. Alla fine della guerra, in seguito alla sconfitta dell'impero austro-ungarico le FS acquisirono come bottino di guerra le prime 4 locomotive ed ebbero, nel 1922  in seguito agli accordi italo-jugoslavi per la città di Fiume, un ulteriore gruppo di 10 locomotive. Tutte le 14 unità tipo MÁV 324, delle ferrovie dell'ex Regno di Ungheria, furono immatricolate nel gruppo FS 683 con numerazione progressiva 001–014. Le macchine vennero assegnate ai depositi locomotive di Fiume e Trieste e svolsero servizio sulle linee istriane e giuliane; tra il 1927 e il 1933 risultano assegnate al deposito locomotive di Udine. Il loro servizio si concluse all'inizio del 1938; in seguito alle elettrificazioni divennero esuberanti e vennero radiate e demolite, nello stesso anno, a cura dell'Officina Grandi Riparazioni di Verona ad eccezione delle locomotive 009 e 012 che vennero demolite a cura dell'Officina Grandi Riparazioni di Rimini.

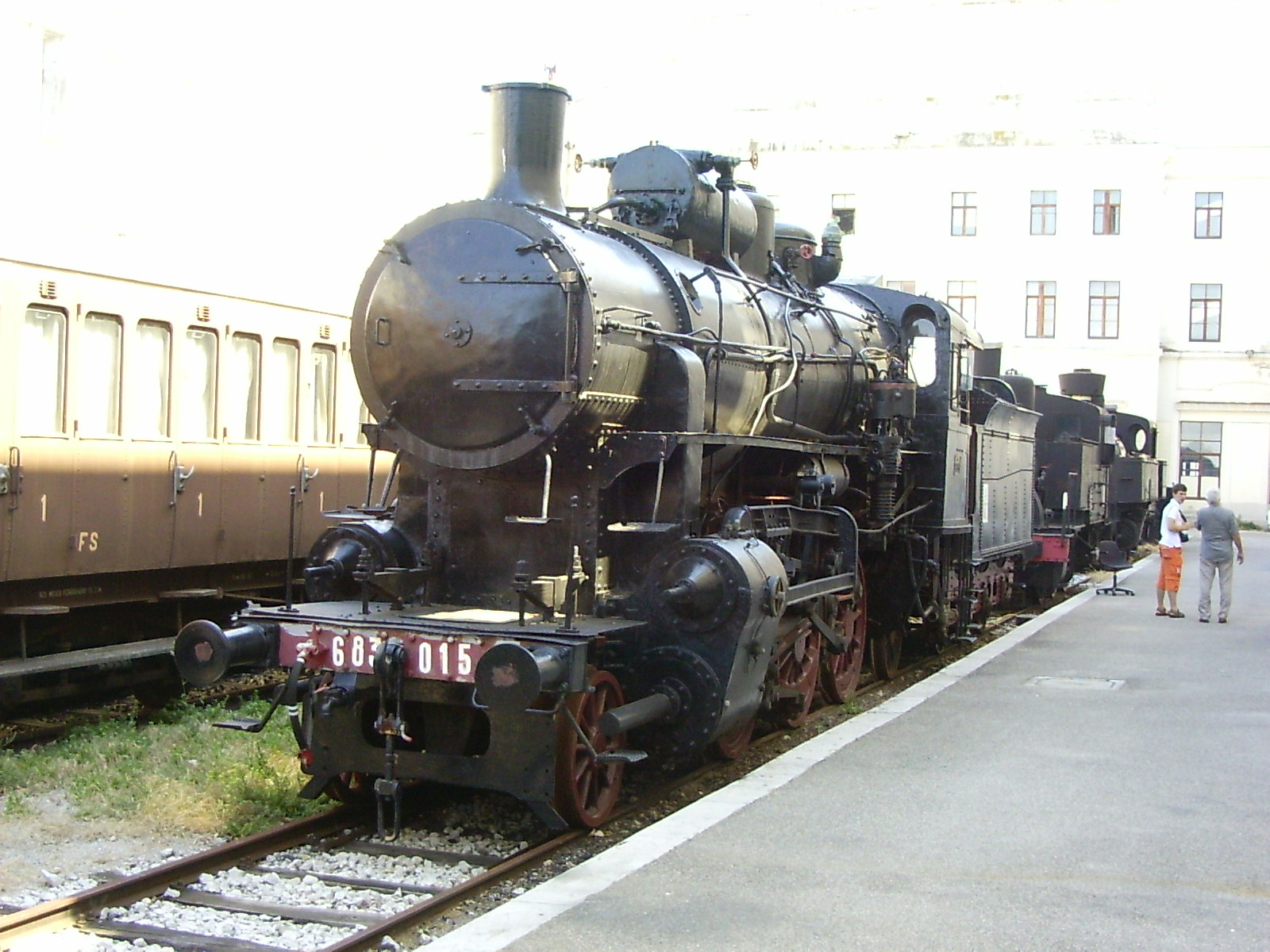
L'esemplare conservato a Trieste

Nessuno degli esemplari ex-FS è stato conservato ma il Museo ferroviario di Trieste Campo Marzio, allo scopo di 
preservare la memoria di una locomotiva che vi aveva svolto servizio, ha acquisito un esemplare del 1918 accantonato che aveva svolto servizio nelle ferrovie jugoslave come JŽ 22.069 (acquisito anch'esso dopo la guerra); si trattava della ex-MAV 324.736 una delle locomotive della serie 324.544-805 a vapore surriscaldato, con Caldaia Brotan, motore a 2 cilindri gemelli. Alla macchina è stato attribuito il numero fittizio 683.015 che in realtà non era mai usato dalle FS.

## Caratteristiche
Le locomotive erano appartenenti alle serie costruite durante la guerra a vapore surriscaldato, a semplice espansione, a 2 cilindri esterni; avevano il carro costruito con longheroni in lamiere piane di grosso spessore unite da travi trasversali chiodate. La caldaia era in ferro e del tipo Brotan con forno le cui pareti erano a tubi d'acqua; la sua pressione di taratura massima era di 12 bar. Erano fornite di surriscaldatore tipo Schmidt e di depuratore Pecz Rejtő di progettazione ungherese posto sul corpo cilindrico in alto tra il camino e il serbatoio della sabbiera. Il rodiggio era il classico 1-C-1, con ruote accoppiate motrici di medio diametro (1.440 mm), asse translante anteriore di guida Adams a translazione radiale e richiamo elastico e asse portante posteriore, ambedue da 950 mm; si trattava di macchine multiruolo adatte anche per servizi viaggiatori. Il tender accoppiato era a tre assi; le locomotive cedute alle FS a vario titolo avevano i tender provenienti da macchine diverse ma dello stesso tipo 324.
In seguito alla consegna vennero adeguati alle norme FS il fischio a vapore, la fanaleria anteriore, le valvole di sicurezza della caldaia. Rispetto alle locomotive di costruzione austriaca che avevano le apparecchiature frenanti a vuoto non si rese necessario modificare l'impianto frenante già ad aria compressa ma solo il rubinetto di comando del freno.
L'impianto frenante della locomotiva era infatti del tipo Westinghouse-Knorr ad aria compressa con pompa Westinghouse tipo F con il freno a mano agente sul tender.
Tra le modifiche studiate dalle FS vi fu quella di diminuire la capacità massima delle casse d'acqua del tender a 9,5 m³ per abbassarne il peso assiale e la sostituzione dell'eiettore variabile originale con quello fisso in uso in Italia. La velocità massima consentita fu di 75 km/h.

## Prospetto delle locomotive, gruppi e numerazione corrispondenti, date
- Locomotive bottino di guerra del 1918:

| Classificazione FS | Classificazione MÁV (locomotiva) | Classificazione MÁV (tender) | Anno di costruzione | Officina FS e data demolizione |
| ------------------ | -------------------------------- | ---------------------------- | ------------------- | ------------------------------ |
| 683.001            | 324.901                          | 324.901                      | 1916                | Verona, marzo 1938             |
| 683.002            | 324.935                          | 324.976                      | 1916                | Verona, febbraio 1938          |
| 683.003            | 324.972                          | 324.932                      | 1916                | Verona, aprile 1938            |
| 683.004            | 324.995                          | 324.995                      | 1917                | Verona, febbraio 1938          |

.
- Locomotive inizialmente assegnate alla Jugoslavia e trasferite all'Italia nel 1922 in base agli accordi italo-jugoslavi per la sistemazione politica della città di Fiume:

| Classificazione FS | Classificazione MÁV (locomotiva) | Classificazione MÁV (tender) | Anno di costruzione | Officina FS e data demolizione |
| ------------------ | -------------------------------- | ---------------------------- | ------------------- | ------------------------------ |
| 683.005            | 324.665                          | 324.714                      | 1917                | Verona, febbraio 1938          |
| 683.006            | 324.669                          | 324.669                      | 1917                | Verona, febbraio 1938          |
| 683.007            | 324.726                          | 324.729                      | 1918                | Verona, febbraio 1938          |
| 683.008            | 324.730                          | 324.477                      | 1918                | Verona, febbraio 1938          |
| 683.009            | 324.740                          | 324.740                      | 1918                | Rimini, marzo 1938             |
| 683.010            | 324.744                          | 324.744                      | 1918                | Verona, aprile 1938            |
| 683.011            | 324.746                          | 324.746                      | 1918                | Verona, aprile 1938            |
| 683.012            | 324.961                          | 324.961                      | 1917                | Rimini, marzo 1938             |
| 683.013            | 324.962                          | 324.962                      | 1917                | Verona, marzo 1938             |
| 683.014            | 324.970                          | 324.941                      | 1917                | Verona, marzo 1938             |

.